# Тернопільська обласна організація НСФХУ
Тернопільська обласна організація Національної спілки фотохудожників України — структурний підрозділ Національної спілки фотохудожників України. Утворена 1993 року.

## Діяльність
До 1990 року фотомистецтво на Тернопільщині розвививалося у 3 напрямках:
- побутова фотографія — домінував студійний портрет. Відомі портретисти у Тернополі: М. Грінблат, І. Юрченко;
- фотографія для періодичних видань — фігурували всі напрямки, але виконання відзначені репортажним методом. Фотографи були об'єднані у фотосекції обласної організації СЖУ;
- фотолюбителі залучені до клубів, гуртків, Будинки творчості, станції юних техніків.

Основне завдання осередку — пропаганда досягнень українського фотомиства шляхом організації щорічних фотовиставок-звітів (у т. ч. тематичних «Характери», «Натюрморт і пейзаж» тощо), семінарів, пленерів.
Організація нараховує 14 осіб (2008), серед яких Василь Балюх, Михайло Бенч, Василь Бурма, Андрій Зюбровський, В'ячеслав Костюков.

## Голови
- Василь Бурма (від 2003).